# Jean Bourgogne
Jean Bourgogne est un entomologiste français, né à Marseille le 14 février 1903  et décédé le 10 mars 1999 à Neuilly-sur-Seine,.

## Biographie
En 1936, il commence à travailler au Muséum national d'histoire naturelle de Paris. Il devient membre de la Société entomologique de France en 1935. Il se spécialise dans l'étude des Lepidoptera Psychidae. En 1957 il devient membre de la Lepidopterists' Society.
En 1959 il crée la revue entomologique Alexanor. Il a donné sa collection au laboratoire d'entomologie du Muséum national d'histoire naturelle de Paris.
Il a publié 221 travaux.

## Liste des taxa décrits
La liste des 74 noms nouveaux qu'il a créés a été publiée sur le web.

## Taxa dédiés
- Agrilus bourgognei Descarpentries & Villiers, 1963
- Antiophlebia bourgognei Laporte, 1975
- Apisa bourgognei Kiriakoff, 1952
- Bergeria bourgognei Kiriakoff, 1952
- Catoptria conchella bourgognei Leraut, 2001
- Elophila bourgognei Leraut, 2001
- Metasia cuencalis bourgognei Leraut, 2001
- Pyrgus bourgognei Picard, 1948
- Roseala bourgognei Viette, 1950
- Sericochroa bourgognei Thiaucourt, 2003